# Sven Niklas Höök
Sven Niklas Höök, född 31 augusti 1731 i Stenbrohult, död 7 februari 1787 i Grimslöv, Skatelövs socken, var en svensk målare och tecknare
Han var son till kyrkoherden Gabriel Höök och Anna Maria Linnæa. Höök blev student vid Lunds universitet 1756 och kom 1766 till Uppsala universitet för vidare studier. Han var sjuklig och hade ingen framgång i sina studier utan han bedrev conterfaiters förfärdigande. På Linnés lantställe Hammarby finns åtskilliga prov på Hööks konst i form av teckningar utförda i svartkrita och pastellmålningar av Linnés fyra döttrar. 